# Clive Betts

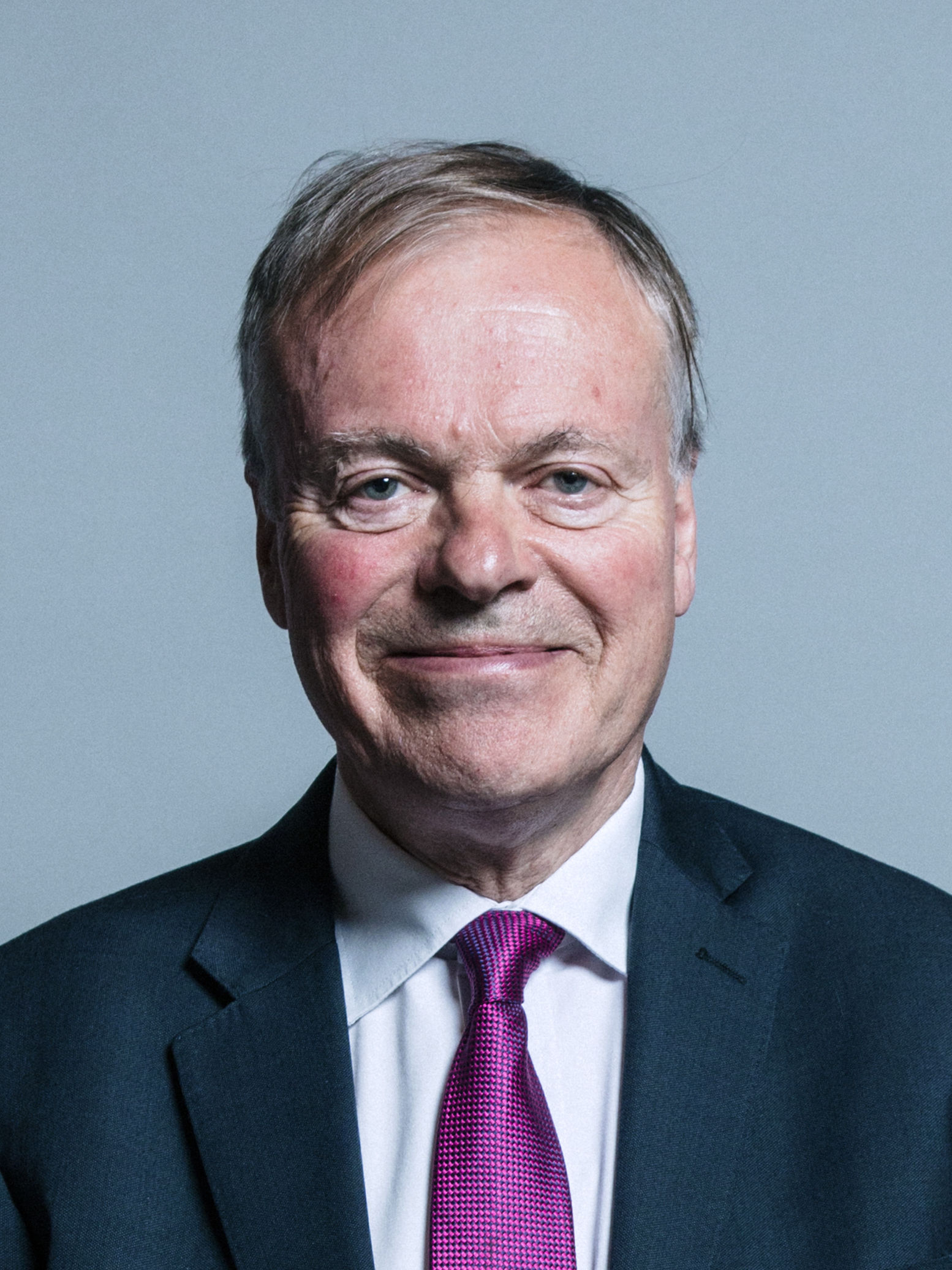
Clive Betts (2017)

Clive Betts (* 13. Januar 1950 in Sheffield, England) ist ein britischer Politiker der Labour Party.

## Leben
Betts besuchte die Longley School in Sheffield und die King Edward VII. School Sheffield. Er studierte am Pembroke College in Cambridge Wirtschaftswissenschaften und Politik und erreichte den Bachelor. 1969 trat Betts in die Labour Party ein. 1973 wurde er als Wirtschaftswissenschaftler im Derbyshire County eingestellt. Seit 1992 ist Betts Abgeordneter für den Wahlkreis Sheffield Attercliffe im House of Commons. Betts lebt mit seinem Partner in Derbyshire.